# Alegeri prezidențiale în Republica Moldova, 2001
Alegerile prezidențiale din Republica Moldova au avut loc pe 4 aprilie 2001.
Președintele Vladimir Voronin reales în funcția de șef al statului cu votul deputaților PCRM.
La procedura de alegere a șefului statului au participat 71 de deputați ai fracțiunii PCRM și 18 deputați ai fracțiunii «Alianța Braghiș». 11 deputați ai fracțiunii PPCD au refuzat să participe la votare pe motiv că nu susține nici unul din cei 3 candidați.
Conform constituției, pentru alegerea președintelui Republicii Moldova este necesar votul a trei cincimi din numărul deputaților aleși (61 de voturi).

## Rezultate
- Nr. de deputați: 101
- Participanți la vot: 89
- Nr. de voturi valabile: 89

| Candidat         | Partid            | Voturi |
| ---------------- | ----------------- | ------ |
| Vladimir Voronin | PCRM              | 71     |
| Dumitru Braghiș  | «Alianța Braghiș» | 15     |
| Valerian Cristea | PCRM              | 3      |